# Badr ibn Abd al-Aziz Al Su’ud
Badr ibn Abd al-Aziz Al Su’ud (ur. 1932, zm. 1 kwietnia 2013) – saudyjski książę.

## Życiorys
Był jednym z synów króla Abd al-Aziza ibn Su’uda i Hai bint Sad as-Sudajri. Pełnił funkcję zastępcy dowódcy gwardii narodowej (1967-2010). Wchodził w skład ciała odpowiedzialnego za ustalanie kształtu linii sukcesji tronu.